# Theude Grønland
Theude Grønland (31. august 1817 i Altona – 16. april 1876 i Berlin) var en dansk maler.
Grønland var søn af organist Joh. Fr. Grønland i Altona og Sophie født Runge fra Haderslev. Efter at have gået på Kunstakademiet i København (1837-39), hvor han blev elev af modelskolen, udstillede han i 1839-41 et par portrætter. året efter rejste han til udlandet, blev blomster- og frugtmaler og bosatte sig 1844 i Paris. 2 år efter ægtede han Simone Olympe Maréschal, i 1848 fik han en 1. klasses guldmedalje ved Parisersalonen og ved Verdensudstillingen i 1855 en 2. klasses guldmedalje. Han solgte sine største og bedste arbejder til England, hvor han havde taget ophold i flere år, og havde ligeledes et anset navn i Frankrig, hvor nogle af hans arbejder er blevne gengivne i gobelin, og i Tyskland, hvis Nationalgalleri ejer et i Italien udført arbejde af ham. Først i 1857 mindedes han sit fædreland ved at hjemsende et par mindre arbejder, et frugt- og et blomstermaleri, der tildrog sig Akademiets opmærksomhed, således at han 1858 blev optaget til udenlandsk medlem. Få grund af de urolige forhold i Frankrig flyttede han i 1869 til Berlin og levede der til sin død. Med større frihed i den tekniske behandling, end man den gang var vant til at se her hjemme, særlig i blomstermaleriet, forenede han en varm og kraftig farve.

## Værker (udvalg)
- Frugtstykke (1862, Göteborgs Konstmuseum)
- Druer og kaktus (1864, Fyns Kunstmuseum)
- Druer og ananas med vinløv på et blåmønstret fad (Bergens Billedgalleri)
- Vindruer og høstgult løv, majskolber og kornaks (sammesteds)
- Appelsiner, druer og citroner med vinløv på en rosa dug (sammesteds)
- Røde roser, perler, vifte, smykker og en stor musling på hvide kniplinger (sammesteds)
- Dekoration af spisestue, Thiele-Wincklerschen Palais, Berlin
- En række værker tidligere i Johan Hansens samling

Tegninger i Kunstforeningen, København
- Theude Grønland på Kunstindeks Danmark/Weilbachs Kunstnerleksikon